# 48. Międzynarodowy Festiwal Filmowy w Berlinie
48. Międzynarodowy Festiwal Filmowy w Berlinie odbył się w dniach 11–22 lutego 1998 roku. Imprezę otworzył pokaz irlandzkiego filmu Bokser w reżyserii Jima Sheridana. W konkursie głównym zaprezentowano 25 filmów pochodzących z 17 różnych krajów.
Jury pod przewodnictwem brytyjskiego aktora Bena Kingsleya przyznało nagrodę główną festiwalu, Złotego Niedźwiedzia, brazylijskiemu filmowi Dworzec nadziei w reżyserii Waltera Sallesa. Drugą nagrodę w konkursie głównym, Srebrnego Niedźwiedzia – Nagrodę Specjalną Jury, przyznano amerykańskiej komedii Fakty i akty w reżyserii Barry’ego Levinsona.
Honorowego Złotego Niedźwiedzia za całokształt twórczości odebrała francuska aktorka Catherine Deneuve. W ramach festiwalu odbyła się retrospektywa pt. Siodmak Bros. Berlin – London – Paris – Hollywood, poświęcona twórczości wywodzących się z Niemiec braci Roberta i Curta Siodmaków.

## Członkowie jury

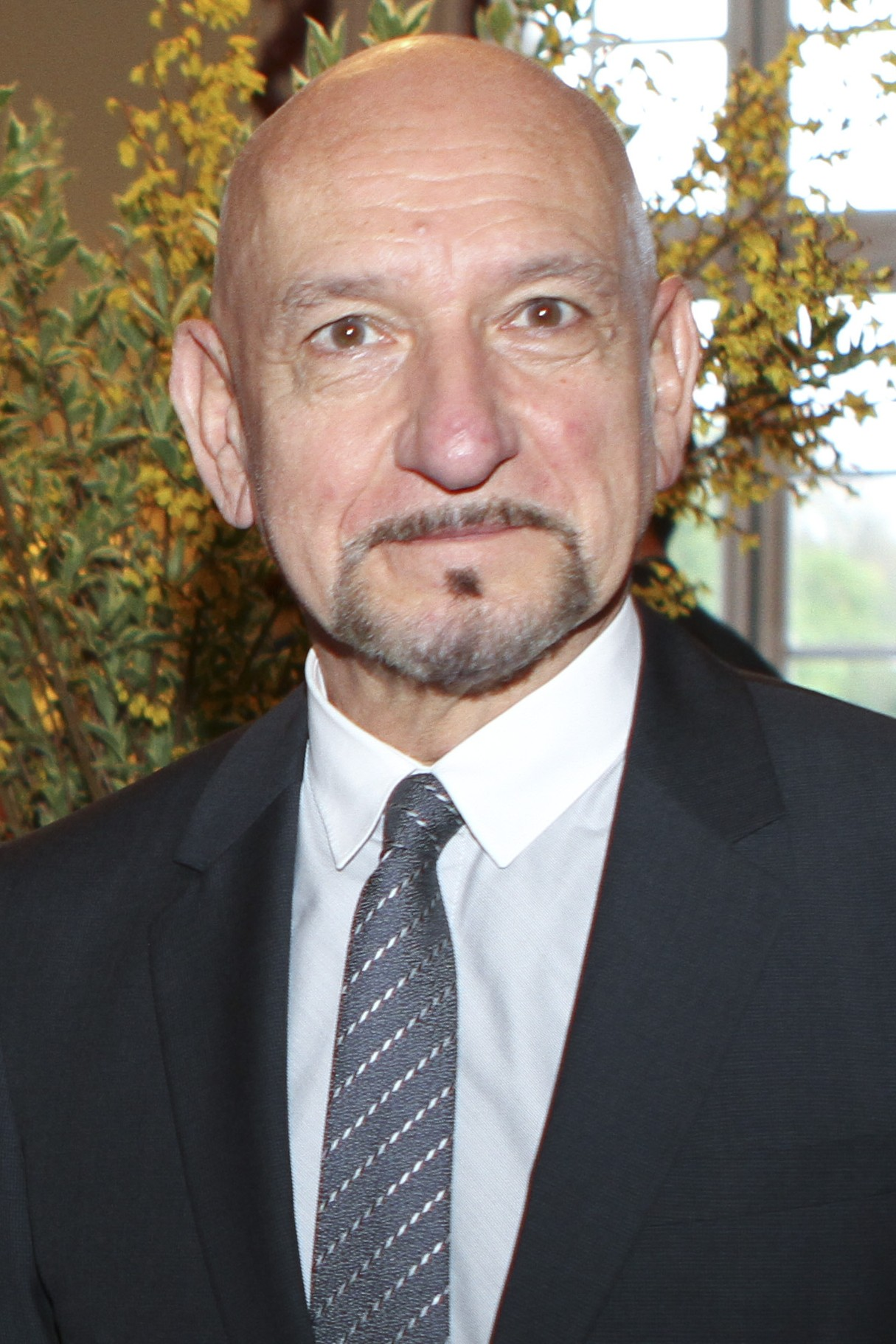
Przewodniczący jury konkursu głównego Ben Kingsley.

### Konkurs główny
- Ben Kingsley, brytyjski aktor – przewodniczący jury[4]
- Senta Berger, austriacka aktorka
- Li Cheuk-to, dyrektor artystyczny MFF w Hongkongu
- Leslie Cheung, hongkoński aktor i piosenkarz
- Helmut Dietl, niemiecki reżyser
- Annette Insdorf, amerykańska historyczka kina
- Maurizio Nichetti, włoski reżyser i aktor
- Héctor Olivera, argentyński reżyser
- Brigitte Roüan, francuska aktorka
- Maja Turowskaja, rosyjska krytyczka filmowa
- Michael Williams-Jones, prezes wytwórni United International Pictures

## Selekcja oficjalna

### Otwarcie i zamknięcie festiwalu
|             | Tytuł             | Reżyseria            | Kraj produkcji    |
| ----------- | ----------------- | -------------------- | ----------------- |
| Otwierający | Bokser            | Jim Sheridan         | Irlandia          |
| Zamykający  | Zaklinacz deszczu | Francis Ford Coppola | Stany Zjednoczone |

### Konkurs główny
Następujące filmy zostały wyselekcjonowane do udziału w konkursie głównym o Złotego Niedźwiedzia i Srebrne Niedźwiedzie:
| Tytuł polski                   | Tytuł oryginalny                                           | Reżyseria                            | Kraj produkcji    |
| ------------------------------ | ---------------------------------------------------------- | ------------------------------------ | ----------------- |
| Barbara                        | Barbara                                                    | Nils Malmros                         | Dania             |
| Big Lebowski                   | The Big Lebowski                                           | Joel Coen                            | Stany Zjednoczone |
| Bokser                         | The Boxer                                                  | Jim Sheridan                         | Irlandia          |
| Chłopcy                        | The Boys                                                   | Rowan Woods                          | Australia         |
| Chłopak rzeźnika               | The Butcher Boy                                            | Neil Jordan                          | Irlandia          |
| Dworzec nadziei                | Central do Brasil                                          | Walter Salles                        | Brazylia          |
| Komisarz                       | The Commissioner                                           | George Sluizer                       | Belgia            |
| Słodka degeneracja             | 放浪 Fang lang                                             | Lin Cheng-sheng                      | Tajwan            |
| Babski wieczór                 | Girls’ Night                                               | Nick Hurran                          | Wielka Brytania   |
| Buntownik z wyboru             | Good Will Hunting                                          | Gus Van Sant                         | Stany Zjednoczone |
| Pragnę cię                     | I Want You                                                 | Michael Winterbottom                 | Wielka Brytania   |
| Jackie Brown                   | Jackie Brown                                               | Quentin Tarantino                    | Stany Zjednoczone |
| Jeanne i jej wspaniały chłopak | Jeanne et le garçon formidable                             | Olivier Ducastel i Jacques Martineau | Francja           |
| Bagaż życia                    | Left Luggage                                               | Jeroen Krabbé                        | Holandia          |
| Das Mambospiel                 | Das Mambospiel                                             | Michael Gwisdek                      | Niemcy            |
| Spojrzenie innego              | La mirada del otro                                         | Vicente Aranda                       | Hiszpania         |
| Znamy tę piosenkę              | On connaît la chanson                                      | Alain Resnais                        | Francja           |
| Sada                           | SADA〜戯作・阿部定の生涯 Sada: Gesaku · Abe Sada no shôgai | Nobuhiko Obayashi                    | Japonia           |
| Oklaski jednej dłoni           | The Sound of One Hand Clapping                             | Richard Flanagan                     | Australia         |
| Kraina głuchych                | Страна глухих Strana głuchich                              | Walerij Todorowski                   | Rosja             |
| Świadek pana młodego           | Il testimone dello sposo                                   | Pupi Avati                           | Włochy            |
| Xiu Xiu                        | 天浴 Tian yu                                               | Joan Chen                            | Chiny             |
| Za dużo (za mało) miłości      | Trop (peu) d’amour                                         | Jacques Doillon                      | Francja           |
| Fakty i akty                   | Wag the Dog                                                | Barry Levinson                       | Stany Zjednoczone |
| Przytul mnie mocno             | 愈快樂愈墮落 Yue kuai le, yue duo luo                      | Stanley Kwan                         | Hongkong          |

### Pokazy pozakonkursowe
Następujące filmy zostały wyświetlone na festiwalu w ramach pokazów pozakonkursowych:
| Tytuł polski         | Tytuł oryginalny         | Reżyseria            | Kraj produkcji    |
| -------------------- | ------------------------ | -------------------- | ----------------- |
| Fałszywa ofiara      | The Gingerbread Man      | Robert Altman        | Stany Zjednoczone |
| Wielkie nadzieje     | Great Expectations       | Alfonso Cuarón       | Stany Zjednoczone |
| Księżniczka Mononoke | もののけ姫 Mononoke-hime | Hayao Miyazaki       | Japonia           |
| Zaklinacz deszczu    | The Rainmaker            | Francis Ford Coppola | Stany Zjednoczone |

## Laureaci nagród

### Konkurs główny
Złoty Niedźwiedź
- Dworzec nadziei, reż. Walter Salles

Srebrny Niedźwiedź – Nagroda specjalna Jury
- Fakty i akty, reż. Barry Levinson

Srebrny Niedźwiedź dla najlepszego reżysera
- Neil Jordan – Chłopak rzeźnika

Srebrny Niedźwiedź dla najlepszej aktorki
- Fernanda Montenegro – Dworzec nadziei

Srebrny Niedźwiedź dla najlepszego aktora
- Samuel L. Jackson – Jackie Brown

Srebrny Niedźwiedź za wybitne osiągnięcie artystyczne
- Matt Damon za scenariusz i główną rolę w filmie Buntownik z wyboru

Srebrny Niedźwiedź za wybitny wkład artystyczny
- Znamy tę piosenkę, reż. Alain Resnais

Nagroda im. Alfreda Bauera za innowacyjność
- Stanley Kwan – Przytul mnie mocno

Wyróżnienie honorowe
- Sławomir Idziak za zdjęcia do filmu Pragnę cię
- Eamonn Owens za rolę w filmie Chłopak rzeźnika
- Isabella Rossellini za rolę w filmie Bagaż życia

### Konkurs filmów krótkometrażowych
Złoty Niedźwiedź dla najlepszego filmu krótkometrażowego
- Ik beweeg, dus ik besta, reż. Gerrit van Dijk

### Pozostałe nagrody
Nagroda FIPRESCI
- Sada, reż. Nobuhiko Obayashi

Nagroda Jury Ekumenicznego
- Dworzec nadziei, reż. Walter Salles

Honorowy Złoty Niedźwiedź za całokształt twórczości
- Catherine Deneuve